# Gran Premio di superbike di Portimão 2024
Il Gran Premio di superbike di Portimão 2024 è stato la settima prova del mondiale superbike del 2024. Nello stesso fine settimana si sono corsi anche la settima prova del campionato mondiale Supersport, la quinta del campionato mondiale Supersport 300 e la terza del Campionato mondiale WCR.

## Panoramica delle gare
I tre appuntamenti della Superbike ricalcano il copione dei Gran Premi precedenti con Toprak Razgatlıoğlu che, dopo aver fatto siglare la quarta pole consecutiva, si impone in ogni gara ritoccando inoltre il record di successi consecutivi ora a quota tredici. Alle sue spalle si alternano, per i piazzamenti a podio, Danilo Petrucci e Alex Lowes (due ciascuno); un podio a testa per i portacolori di Ducati Corse Álvaro Bautista e Nicolò Bulega. Al termine di questo evento Razgatlıoğlu consolida un margine di 92 punti sul più diretto degli inseguitori.
In Supersport Yari Montella, come già accaduto a Phillip Island, fa doppietta e conquista punteggio pieno. Questo risultato gli consente di ridurre il distacco dal capoclassifica Adrián Huertas, autore della pole position, a soli venti punti: erano 46 al termine del Gran Premio precedente. Nuovamente a podio in entrambe le prove Stefano Manzi, ancora pienamente in corsa per il titolo. Nella Supersport 300 entrambe le prove vanno a Mirko Gennai, particolarmente efficace su questa pista dove aveva già ottenuto tre successi nelle annate precedenti. Il compagno di squadra di Gennai: Loris Veneman, con un quarto ed un secondo posto, si porta al comando della classifica complice il doppio ritiro di Iñigo Iglesias. Grande equilibrio nel mondiale WCR con distacco invariato in vetta tra María Herrera e Ana Carrasco che conquistano gli stessi punti (in virtù di una vittoria ed un terzo posto ciascuna). Buone prestazioni anche per l'italiana Roberta Ponziani che chiude il fine settimana lusitano con un sesto ed un quinto posto.

## Superbike gara 1

### Arrivati al traguardo
| Pos. | Nº | Pilota                | Squadra                   | Motocicletta        | Giri | Tempo     | Griglia | Punti |
| ---- | -- | --------------------- | ------------------------- | ------------------- | ---- | --------- | ------- | ----- |
| 1º   | 54 | Toprak Razgatlıoğlu   | Rokit BMW Motorrad        | BMW M1000 RR        | 20   | 33'44.531 | 1º      | 25    |
| 2º   | 1  | Álvaro Bautista       | Aruba.it Racing - Ducati  | Ducati Panigale V4R | 20   | +0.780    | 6º      | 20    |
| 3º   | 9  | Danilo Petrucci       | Barni Spark Racing        | Ducati Panigale V4R | 20   | +1.450    | 3º      | 16    |
| 4º   | 31 | Garrett Gerloff       | Bonovo Action BMW         | BMW M1000 RR        | 20   | +4.313    | 9º      | 13    |
| 5º   | 22 | Alex Lowes            | Kawasaki Racing           | Kawasaki ZX-10RR    | 20   | +4.690    | 2º      | 11    |
| 6º   | 60 | Michael van der Mark  | Rokit BMW Motorrad        | BMW M1000 RR        | 20   | +4.963    | 5º      | 10    |
| 7º   | 11 | Nicolò Bulega         | Aruba.it Racing - Ducati  | Ducati Panigale V4R | 20   | +5.496    | 4º      | 9     |
| 8º   | 47 | Axel Bassani          | Kawasaki Racing           | Kawasaki ZX-10RR    | 20   | +11.782   | 12º     | 8     |
| 9º   | 77 | Dominique Aegerter    | GYTR GRT Yamaha           | Yamaha YZF R1       | 20   | +13.108   | 10º     | 7     |
| 10º  | 87 | Remy Gardner          | GYTR GRT Yamaha           | Yamaha YZF R1       | 20   | +13.740   | 14º     | 6     |
| 11º  | 55 | Andrea Locatelli      | Pata Yamaha Prometeon     | Yamaha YZF R1       | 20   | +14.137   | 7º      | 5     |
| 12º  | 7  | Iker Lecuona          | Team HRC                  | Honda CBR1000 RR-R  | 20   | +15.424   | 23º     | 4     |
| 13º  | 97 | Xavi Vierge           | Team HRC                  | Honda CBR1000 RR-R  | 20   | +16.007   | 13º     | 3     |
| 14º  | 53 | Esteve Rabat          | Kawasaki Puccetti Racing  | Kawasaki ZX-10RR    | 20   | +17.886   | 11º     | 2     |
| 15º  | 65 | Jonathan Rea          | Pata Yamaha Prometeon     | Yamaha YZF R1       | 20   | +18.459   | 8º      | 1     |
| 16º  | 21 | Michael Ruben Rinaldi | Team Motocorsa Racing     | Ducati Panigale V4R | 20   | +18.491   | 17º     |       |
| 17º  | 28 | Bradley Ray           | Yamaha Motoxracing        | Yamaha YZF R1       | 20   | +19.191   | 18º     |       |
| 18º  | 10 | Hafizh Syahrin        | JTD Racing Team           | Ducati Panigale V4R | 20   | +40.461   | 19º     |       |
| 19º  | 75 | Ivo Lopes             | Petronas MIE Racing Honda | Honda CBR1000 RR-R  | 20   | +49.967   | 22º     |       |
| 20º  | 27 | Adam Norrodin         | Petronas MIE Racing Honda | Honda CBR1000 RR-R  | 20   | +59.791   | 21º     |       |

### Ritirati
| Nº | Pilota         | Squadra           | Motocicletta        | Giri | Griglia |
| -- | -------------- | ----------------- | ------------------- | ---- | ------- |
| 45 | Scott Redding  | Bonovo Action BMW | BMW M1000 RR        | 16   | 16º     |
| 29 | Andrea Iannone | Team GoEleven     | Ducati Panigale V4R | 11   | 15º     |

### Squalificato
| Nº | Pilota       | Squadra      | Motocicletta  | Giri | Griglia |
| -- | ------------ | ------------ | ------------- | ---- | ------- |
| 5  | Philipp Öttl | GMT94 Yamaha | Yamaha YZF R1 | 5    | 20º     |

## Superbike gara superpole

### Arrivati al traguardo
| Pos. | Nº | Pilota                | Squadra                   | Motocicletta        | Giri | Tempo     | Griglia | Punti |
| ---- | -- | --------------------- | ------------------------- | ------------------- | ---- | --------- | ------- | ----- |
| 1º   | 54 | Toprak Razgatlıoğlu   | Rokit BMW Motorrad        | BMW M1000 RR        | 10   | 16'46.626 | 1º      | 12    |
| 2º   | 9  | Danilo Petrucci       | Barni Spark Racing        | Ducati Panigale V4R | 10   | +2.980    | 3º      | 9     |
| 3º   | 22 | Alex Lowes            | Kawasaki Racing           | Kawasaki ZX-10RR    | 10   | +3.251    | 2º      | 7     |
| 4º   | 60 | Michael van der Mark  | Rokit BMW Motorrad        | BMW M1000 RR        | 10   | +3.272    | 5º      | 6     |
| 5º   | 11 | Nicolò Bulega         | Aruba.it Racing - Ducati  | Ducati Panigale V4R | 10   | +3.563    | 4º      | 5     |
| 6º   | 1  | Álvaro Bautista       | Aruba.it Racing - Ducati  | Ducati Panigale V4R | 10   | +3.729    | 6º      | 4     |
| 7º   | 97 | Xavi Vierge           | Team HRC                  | Honda CBR1000 RR-R  | 10   | +8.025    | 13º     | 3     |
| 8º   | 77 | Dominique Aegerter    | GYTR GRT Yamaha           | Yamaha YZF R1       | 10   | +9.769    | 10º     | 2     |
| 9º   | 29 | Andrea Iannone        | Team GoEleven             | Ducati Panigale V4R | 10   | +9.823    | 15º     | 1     |
| 10º  | 65 | Jonathan Rea          | Pata Yamaha Prometeon     | Yamaha YZF R1       | 10   | +9.942    | 8º      |       |
| 11º  | 31 | Garrett Gerloff       | Bonovo Action BMW         | BMW M1000 RR        | 10   | +10.081   | 9º      |       |
| 12º  | 47 | Axel Bassani          | Kawasaki Racing           | Kawasaki ZX-10RR    | 10   | +10.944   | 12º     |       |
| 13º  | 55 | Andrea Locatelli      | Pata Yamaha Prometeon     | Yamaha YZF R1       | 10   | +12.835   | 7º      |       |
| 14º  | 7  | Iker Lecuona          | Team HRC                  | Honda CBR1000 RR-R  | 10   | +12.902   | 22º     |       |
| 15º  | 87 | Remy Gardner          | GYTR GRT Yamaha           | Yamaha YZF R1       | 10   | +15.281   | 14º     |       |
| 16º  | 53 | Esteve Rabat          | Kawasaki Puccetti Racing  | Kawasaki ZX-10RR    | 10   | +17.886   | 11º     |       |
| 17º  | 45 | Scott Redding         | Bonovo Action BMW         | BMW M1000 RR        | 10   | +15.599   | 16º     |       |
| 18º  | 28 | Bradley Ray           | Yamaha Motoxracing        | Yamaha YZF R1       | 10   | +15.939   | 18º     |       |
| 19º  | 21 | Michael Ruben Rinaldi | Team Motocorsa Racing     | Ducati Panigale V4R | 10   | +18.419   | 17º     |       |
| 20º  | 10 | Hafizh Syahrin        | JTD Racing Team           | Ducati Panigale V4R | 10   | +21.380   | 19º     |       |
| 21º  | 5  | Philipp Öttl          | GMT94 Yamaha              | Yamaha YZF R1       | 10   | +21.643   | 20º     |       |
| 22º  | 75 | Ivo Lopes             | Petronas MIE Racing Honda | Honda CBR1000 RR-R  | 10   | +32.605   | 21º     |       |

## Superbike gara 2

### Arrivati al traguardo
| Pos. | Nº | Pilota                | Squadra                   | Motocicletta        | Giri | Tempo     | Griglia | Punti |
| ---- | -- | --------------------- | ------------------------- | ------------------- | ---- | --------- | ------- | ----- |
| 1º   | 54 | Toprak Razgatlıoğlu   | Rokit BMW Motorrad        | BMW M1000 RR        | 20   | 33'49.138 | 1º      | 25    |
| 2º   | 11 | Nicolò Bulega         | Aruba.it Racing - Ducati  | Ducati Panigale V4R | 20   | +0.035    | 5º      | 20    |
| 5º   | 22 | Alex Lowes            | Kawasaki Racing           | Kawasaki ZX-10RR    | 20   | +6.299    | 3º      | 16    |
| 4º   | 29 | Andrea Iannone        | Team GoEleven             | Ducati Panigale V4R | 20   | +9.715    | 9º      | 13    |
| 5º   | 9  | Danilo Petrucci       | Barni Spark Racing        | Ducati Panigale V4R | 20   | +11.318   | 2º      | 11    |
| 6º   | 65 | Jonathan Rea          | Pata Yamaha Prometeon     | Yamaha YZF R1       | 20   | +11.428   | 11º     | 10    |
| 7º   | 60 | Michael van der Mark  | Rokit BMW Motorrad        | BMW M1000 RR        | 20   | +11.518   | 4º      | 9     |
| 8º   | 31 | Garrett Gerloff       | Bonovo Action BMW         | BMW M1000 RR        | 20   | +16.231   | 12º     | 8     |
| 9º   | 97 | Xavi Vierge           | Team HRC                  | Honda CBR1000 RR-R  | 20   | +16.909   | 7º      | 7     |
| 10º  | 77 | Dominique Aegerter    | GYTR GRT Yamaha           | Yamaha YZF R1       | 20   | +16.966   | 8º      | 6     |
| 11º  | 55 | Andrea Locatelli      | Pata Yamaha Prometeon     | Yamaha YZF R1       | 20   | +18.138   | 10º     | 5     |
| 12º  | 87 | Remy Gardner          | GYTR GRT Yamaha           | Yamaha YZF R1       | 20   | +18.251   | 15º     | 4     |
| 13º  | 7  | Iker Lecuona          | Team HRC                  | Honda CBR1000 RR-R  | 20   | +18.959   | 22º     | 3     |
| 14º  | 45 | Scott Redding         | Bonovo Action BMW         | BMW M1000 RR        | 20   | +20.579   | 16º     | 2     |
| 15º  | 47 | Axel Bassani          | Kawasaki Racing           | Kawasaki ZX-10RR    | 20   | +20.934   | 14º     | 1     |
| 16º  | 21 | Michael Ruben Rinaldi | Team Motocorsa Racing     | Ducati Panigale V4R | 20   | +21.020   | 17º     |       |
| 17º  | 53 | Esteve Rabat          | Kawasaki Puccetti Racing  | Kawasaki ZX-10RR    | 20   | +23.318   | 13º     |       |
| 18º  | 28 | Bradley Ray           | Yamaha Motoxracing        | Yamaha YZF R1       | 20   | +23.418   | 18º     |       |
| 19º  | 1  | Álvaro Bautista       | Aruba.it Racing - Ducati  | Ducati Panigale V4R | 20   | +24.551   | 6º      |       |
| 20º  | 75 | Ivo Lopes             | Petronas MIE Racing Honda | Honda CBR1000 RR-R  | 20   | +58.505   | 21º     |       |
| 21º  | 5  | Philipp Öttl          | GMT94 Yamaha              | Yamaha YZF R1       | 20   | +1'02.896 | 20º     |       |
| 22º  | 10 | Hafizh Syahrin        | JTD Racing Team           | Ducati Panigale V4R | 17   | +3 giri   | 19º     |       |

## Supersport gara 1

### Arrivati al traguardo
| Pos. | Nº | Pilota              | Squadra                          | Motocicletta                 | Giri | Tempo     | Griglia | Punti |
| ---- | -- | ------------------- | -------------------------------- | ---------------------------- | ---- | --------- | ------- | ----- |
| 1º   | 55 | Yari Montella       | Barni Spark Racing               | Ducati Panigale V2           | 17   | 29'24.538 | 2º      | 25    |
| 2º   | 99 | Adrián Huertas      | Aruba.it Racing - Ducati         | Ducati Panigale V2           | 17   | +3.241    | 1º      | 20    |
| 3º   | 62 | Stefano Manzi       | Ten Kate Racing Yamaha           | Yamaha YZF R6                | 17   | +10.598   | 3º      | 16    |
| 4º   | 9  | Jorge Navarro       | Orelac Racing Verdnatura         | Ducati Panigale V2           | 17   | +12.169   | 5º      | 13    |
| 5º   | 64 | Federico Caricasulo | Motozoo ME AIR Racing            | MV Agusta F3 800 RR          | 17   | +14.868   | 4º      | 11    |
| 6º   | 53 | Valentin Debise     | Evan Bros. Yamaha                | Yamaha YZF R6                | 17   | +15.811   | 8º      | 10    |
| 7º   | 23 | Marcel Schrötter    | MV Agusta Reparto Corse          | MV Agusta F3 800 RR          | 17   | +16.082   | 9º      | 9     |
| 8º   | 94 | Lucas Mahias        | GMT94 Yamaha                     | Yamaha YZF R6                | 17   | +20.754   | 7º      | 8     |
| 9º   | 28 | Glenn van Straalen  | Ten Kate Racing Yamaha           | Yamaha YZF R6                | 17   | +22.578   | 11º     | 7     |
| 10º  | 66 | Niki Tuuli          | EAB Racing Team                  | Ducati Panigale V2           | 17   | +25.088   | 10º     | 6     |
| 11º  | 61 | Can Öncü            | Kawasaki Puccetti Racing         | Kawasaki ZX-6R               | 17   | +28.995   | 6º      | 5     |
| 12º  | 7  | Lorenzo Baldassarri | WRP-RT Motorsport by SKM-Triumph | Triumph Street Triple RS 765 | 17   | +33.112   | 18º     | 4     |
| 13º  | 40 | Simone Corsi        | Renzi Corse                      | Ducati Panigale V2           | 17   | +33.308   | 17º     | 3     |
| 14º  | 27 | Kaito Toba          | Petronas MIE Racing Honda        | Honda CBR600RR               | 17   | +33.336   | 16º     | 2     |
| 15º  | 17 | John McPhee         | WRP-RT Motorsport by SKM-Triumph | Triumph Street Triple RS 765 | 17   | +33.362   | 15º     | 1     |
| 16º  | 74 | Piotr Biesiekirski  | Ecosantagata Althea Racing       | Ducati Panigale V2           | 17   | +36.611   | 20º     |       |
| 17º  | 51 | Anupab Sarmoon      | Yamaha Thailand Racing           | Yamaha YZF R6                | 17   | +41.052   | 22º     |       |
| 18º  | 68 | Luke Power          | Motozoo ME AIR Racing            | MV Agusta F3 800 RR          | 17   | +41.673   | 26º     |       |
| 19º  | 48 | Lorenzo Dalla Porta | VTF Racing                       | Yamaha YZF R6                | 17   | +44.150   | 19º     |       |
| 20º  | 22 | Federico Fuligni    | Orelac Verdnatura Racing         | Ducati Panigale V2           | 17   | +44.360   | 21º     |       |
| 21º  | 25 | Marcel Brenner      | VIAMO Racing by MTM              | Kawasaki ZX-6R               | 17   | +45.581   | 27º     |       |
| 22º  | 50 | Ondřej Vostatek     | PTR Triumph                      | Triumph Street Triple RS 765 | 17   | +46.032   | 25º     |       |
| 23º  | 69 | Tom Booth-Amos      | PTR Triumph                      | Triumph Street Triple RS 765 | 17   | +1'02.373 | 14º     |       |
| 24º  | 24 | Soichiro Minamimoto | Yamaha Thailand Racing           | Yamaha YZF R6                | 17   | +1'04.485 | 29º     |       |

### Ritirati
| Nº | Pilota             | Squadra                    | Motocicletta        | Giri | Griglia |
| -- | ------------------ | -------------------------- | ------------------- | ---- | ------- |
| 71 | Tom Edwards        | D34G Racing                | Ducati Panigale V2  | 13   | 28º     |
| 5  | Niccolò Antonelli  | Ecosantagata Althea Racing | Ducati Panigale V2  | 12   | 12º     |
| 89 | Khairul Idham Pawi | Petronas MIE Racing Honda  | Honda CBR600RR      | 11   | 23º     |
| 32 | Oliver Bayliss     | D34G Racing                | Ducati Panigale V2  | 6    | 13º     |
| 3  | Raffaele De Rosa   | QJ Motor Factory Racing    | QJ Motor SRK 800 RR | 3    | 24º     |

## Supersport gara 2

### Arrivati al traguardo
| Pos. | Nº | Pilota              | Squadra                          | Motocicletta                 | Giri | Tempo     | Griglia | Punti |
| ---- | -- | ------------------- | -------------------------------- | ---------------------------- | ---- | --------- | ------- | ----- |
| 1º   | 55 | Yari Montella       | Barni Spark Racing               | Ducati Panigale V2           | 17   | 29'36.763 | 1º      | 25    |
| 2º   | 62 | Stefano Manzi       | Ten Kate Racing Yamaha           | Yamaha YZF R6                | 17   | +5.897    | 5º      | 20    |
| 3º   | 53 | Valentin Debise     | Evan Bros. Yamaha                | Yamaha YZF R6                | 17   | +9.487    | 7º      | 16    |
| 4º   | 64 | Federico Caricasulo | Motozoo ME AIR Racing            | MV Agusta F3 800 RR          | 17   | +12.436   | 6º      | 13    |
| 5º   | 94 | Lucas Mahias        | GMT94 Yamaha                     | Yamaha YZF R6                | 17   | +19.187   | 10º     | 11    |
| 6º   | 28 | Glenn van Straalen  | Ten Kate Racing Yamaha           | Yamaha YZF R6                | 17   | +19.912   | 8º      | 10    |
| 7º   | 61 | Can Öncü            | Kawasaki Puccetti Racing         | Kawasaki ZX-6R               | 17   | +20.637   | 4º      | 9     |
| 8º   | 23 | Marcel Schrötter    | MV Agusta Reparto Corse          | MV Agusta F3 800 RR          | 17   | +21.000   | 9º      | 8     |
| 9º   | 17 | John McPhee         | WRP-RT Motorsport by SKM-Triumph | Triumph Street Triple RS 765 | 17   | +21.891   | 15º     | 7     |
| 10º  | 69 | Tom Booth-Amos      | PTR Triumph                      | Triumph Street Triple RS 765 | 17   | +22.995   | 14º     | 6     |
| 11º  | 40 | Simone Corsi        | Renzi Corse                      | Ducati Panigale V2           | 17   | +24.378   | 17º     | 5     |
| 12º  | 99 | Adrián Huertas      | Aruba.it Racing - Ducati         | Ducati Panigale V2           | 17   | +25.490   | 2º      | 4     |
| 13º  | 5  | Niccolò Antonelli   | Ecosantagata Althea Racing       | Ducati Panigale V2           | 17   | +25.680   | 12º     | 3     |
| 14º  | 48 | Lorenzo Dalla Porta | VTF Racing                       | Yamaha YZF R6                | 17   | +25.742   | 19º     | 2     |
| 15º  | 32 | Oliver Bayliss      | D34G Racing                      | Ducati Panigale V2           | 17   | +27.332   | 13º     | 1     |
| 16º  | 74 | Piotr Biesiekirski  | Ecosantagata Althea Racing       | Ducati Panigale V2           | 17   | +28.913   | 20º     |       |
| 17º  | 71 | Tom Edwards         | D34G Racing                      | Ducati Panigale V2           | 17   | +34.921   | 27º     |       |
| 18º  | 51 | Anupab Sarmoon      | Yamaha Thailand Racing           | Yamaha YZF R6                | 17   | +40.034   | 22º     |       |
| 19º  | 89 | Khairul Idham Pawi  | Petronas MIE Racing Honda        | Honda CBR600RR               | 17   | +40.131   | 23º     |       |
| 20º  | 50 | Ondřej Vostatek     | PTR Triumph                      | Triumph Street Triple RS 765 | 17   | +44.174   | 25º     |       |
| 21º  | 22 | Federico Fuligni    | Orelac Verdnatura Racing         | Ducati Panigale V2           | 17   | +46.597   | 21º     |       |
| 22º  | 68 | Luke Power          | Motozoo ME AIR Racing            | MV Agusta F3 800 RR          | 17   | +50.148   | 26º     |       |
| 23º  | 3  | Raffaele De Rosa    | QJ Motor Factory Racing          | QJ Motor SRK 800 RR          | 17   | +52.894   | 24º     |       |
| 24º  | 24 | Soichiro Minamimoto | Yamaha Thailand Racing           | Yamaha YZF R6                | 17   | +1'03.780 | 28º     |       |
| 25º  | 9  | Jorge Navarro       | Orelac Racing Verdnatura         | Ducati Panigale V2           | 14   | +3 giri   | 3º      |       |

### Ritirati
| Nº | Pilota              | Squadra                          | Motocicletta                 | Giri | Griglia |
| -- | ------------------- | -------------------------------- | ---------------------------- | ---- | ------- |
| 27 | Kaito Toba          | Petronas MIE Racing Honda        | Honda CBR600RR               | 5    | 16º     |
| 66 | Niki Tuuli          | EAB Racing Team                  | Ducati Panigale V2           | 1    | 11º     |
| 7  | Lorenzo Baldassarri | WRP-RT Motorsport by SKM-Triumph | Triumph Street Triple RS 765 | 0    | 18º     |

## Supersport 300 gara 1

### Arrivati al traguardo
| Pos. | Nº | Pilota                | Squadra                               | Motocicletta       | Giri | Tempo     | Griglia | Punti |
| ---- | -- | --------------------- | ------------------------------------- | ------------------ | ---- | --------- | ------- | ----- |
| 1º   | 26 | Mirko Gennai          | MTM Kawasaki                          | Kawasaki Ninja 400 | 11   | 21'13.942 | 2º      | 25    |
| 2º   | 50 | Carter Thompson       | Fusport-RT Motorsport by SKM-Kawasaki | Kawasaki Ninja 400 | 11   | +0.893    | 7º      | 20    |
| 3º   | 22 | Marc García           | China Racing                          | Kove 321RR         | 11   | +0.895    | 8º      | 16    |
| 4º   | 7  | Loris Veneman         | MTM Kawasaki                          | Kawasaki Ninja 400 | 11   | +0.971    | 1º      | 13    |
| 5º   | 31 | Elia Bartolini        | Yamaha Motoxracing                    | Yamaha YZF-R3      | 11   | +0.976    | 10º     | 11    |
| 6º   | 57 | Aldi Satya Mahendra   | BrCorse                               | Yamaha YZF-R3      | 11   | +1.102    | 20º     | 10    |
| 7º   | 1  | Jeffrey Buis          | Freudenberg KTM-Paligo Racing         | KTM RC 390 R       | 11   | +1.148    | 11º     | 9     |
| 8º   | 56 | Galang Hendra Pratama | ProGP Racing                          | Yamaha YZF-R3      | 11   | +3.396    | 3º      | 8     |
| 9º   | 48 | Julio García          | China Racing                          | Kove 321RR         | 11   | +3.415    | 24º     | 7     |
| 10º  | 43 | Marco Gaggi           | BrCorse                               | Yamaha YZF-R3      | 11   | +3.883    | 5º      | 6     |
| 11º  | 77 | José Osuna Sáez       | Deza-Box 77 Racing                    | Kawasaki Ninja 400 | 11   | +6.299    | 9º      | 5     |
| 12º  | 66 | Phillip Tonn          | Freudenberg KTM-Paligo Racing         | KTM RC 390 R       | 11   | +15.987   | 27º     | 4     |
| 13º  | 88 | Daniel Mogeda         | Team #109 Kawasaki                    | Kawasaki Ninja 400 | 11   | +16.240   | 23º     | 3     |
| 14º  | 38 | David Salvador        | MS Racing                             | Yamaha YZF-R3      | 11   | +16.260   | 21º     | 4     |
| 15º  | 79 | Tomas Alonso          | Pons Morosport Italika Racing         | Kawasaki Ninja 400 | 11   | +16.329   | 31º     | 1     |
| 16º  | 99 | Humberto Maier        | MS Racing                             | Yamaha YZF-R3      | 11   | +16.394   | 25º     |       |
| 17º  | 62 | Kevin Fontainha       | Yamaha MS Racing/AD78 Latin America   | Yamaha YZF-R3      | 11   | +17.023   | 28º     |       |
| 18º  | 47 | Fenton Seabright      | Kawasaki GP Project                   | Kawasaki Ninja 400 | 11   | +17.023   | 32º     |       |
| 19º  | 17 | Ruben Bijman          | Flembbo-PL Performances               | Kawasaki Ninja 400 | 11   | +17.171   | 15º     |       |
| 20º  | 85 | Kevin Sabatucci       | Flembbo-PL Performances               | Kawasaki Ninja 400 | 11   | +17.239   | 14º     |       |
| 21º  | 8  | Bruno Ieraci          | ProDina Kawasaki Racing               | Kawasaki Ninja 400 | 11   | +17.291   | 29º     |       |
| 22º  | 41 | Raffaele Tragni       | AG Motorsport Italia Yamaha           | Yamaha YZF-R3      | 11   | +17.367   | 13º     |       |
| 23º  | 80 | Gustavo Manso         | Yamaha MS Racing/AD78 Latin America   | Yamaha YZF-R3      | 11   | +17.553   | 26º     |       |
| 24º  | 55 | Unai Calatayud        | Arco Motor University                 | Yamaha YZF-R3      | 11   | +18.073   | 22º     |       |
| 25º  | 29 | Giacomo Zannini       | ProDina Kawasaki Racing               | Kawasaki Ninja 400 | 11   | +22.483   | 16º     |       |
| 26º  | 71 | Iván Hernández        | Deza-Box 77 Racing                    | Kawasaki Ninja 400 | 11   | +28.062   | 33º     |       |
| 27º  | 11 | Filip Novotny         | Accolade Smrž Racing BGR              | Kawasaki Ninja 400 | 11   | +29.909   | 19º     |       |
| 28º  | 25 | Mattia Martella       | Kawasaki GP Project                   | Kawasaki Ninja 400 | 11   | +29.947   | 17º     |       |
| 29º  | 27 | Christopher Clark     | Accolade Smrž Racing BGR              | Kawasaki Ninja 400 | 11   | +30.104   | 18º     |       |
| 30º  | 91 | Matteo Vannucci       | AG Motorsport Italia Yamaha           | Yamaha YZF-R3      | 11   | +1'06.619 | 4º      |       |

### Ritirati
| Nº | Pilota            | Squadra                               | Motocicletta       | Giri | Griglia |
| -- | ----------------- | ------------------------------------- | ------------------ | ---- | ------- |
| 58 | Iñigo Iglesias    | Fusport-RT Motorsport by SKM-Kawasaki | Kawasaki Ninja 400 | 10   | 6º      |
| 9  | Emiliano Ercolani | Yamaha Motoxracing                    | Yamaha YZF-R3      | 8    | 12º     |
| 23 | Samuel Di Sora    | Arco Motor University                 | Yamaha YZF-R3      | 7    | 30º     |

## Supersport 300 gara 2

### Arrivati al traguardo
| Pos. | Nº | Pilota                | Squadra                               | Motocicletta       | Giri | Tempo     | Griglia | Punti |
| ---- | -- | --------------------- | ------------------------------------- | ------------------ | ---- | --------- | ------- | ----- |
| 1º   | 26 | Mirko Gennai          | MTM Kawasaki                          | Kawasaki Ninja 400 | 11   | 21'15.753 | 6º      | 25    |
| 2º   | 7  | Loris Veneman         | MTM Kawasaki                          | Kawasaki Ninja 400 | 11   | +0.214    | 10º     | 20    |
| 3º   | 48 | Julio García          | China Racing                          | Kove 321RR         | 11   | +0.216    | 7º      | 16    |
| 4º   | 22 | Marc García           | China Racing                          | Kove 321RR         | 11   | +0.300    | 2º      | 13    |
| 5º   | 31 | Elia Bartolini        | Yamaha Motoxracing                    | Yamaha YZF-R3      | 11   | +0.388    | 3º      | 11    |
| 6º   | 88 | Daniel Mogeda         | Team #109 Kawasaki                    | Kawasaki Ninja 400 | 11   | +7.334    | 16º     | 10    |
| 7º   | 1  | Jeffrey Buis          | Freudenberg KTM-Paligo Racing         | KTM RC 390 R       | 11   | +7.601    | 8º      | 9     |
| 8º   | 57 | Aldi Satya Mahendra   | BrCorse                               | Yamaha YZF-R3      | 11   | +7.728    | 12º     | 8     |
| 9º   | 43 | Marco Gaggi           | BrCorse                               | Yamaha YZF-R3      | 11   | +7.801    | 13º     | 7     |
| 10º  | 47 | Fenton Seabright      | Kawasaki GP Project                   | Kawasaki Ninja 400 | 11   | +7.882    | 25º     | 6     |
| 11º  | 77 | José Osuna Sáez       | Deza-Box 77 Racing                    | Kawasaki Ninja 400 | 11   | +7.839    | 19º     | 5     |
| 12º  | 8  | Bruno Ieraci          | ProDina Kawasaki Racing               | Kawasaki Ninja 400 | 11   | +7.868    | 22º     | 4     |
| 13º  | 50 | Carter Thompson       | Fusport-RT Motorsport by SKM-Kawasaki | Kawasaki Ninja 400 | 11   | +7.932    | 4º      | 3     |
| 14º  | 91 | Matteo Vannucci       | AG Motorsport Italia Yamaha           | Yamaha YZF-R3      | 11   | +7.995    | 1º      | 2     |
| 15º  | 62 | Kevin Fontainha       | Yamaha MS Racing/AD78 Latin America   | Yamaha YZF-R3      | 11   | +9.231    | 21º     | 1     |
| 16º  | 99 | Humberto Maier        | MS Racing                             | Yamaha YZF-R3      | 11   | +12.854   | 17º     |       |
| 17º  | 56 | Galang Hendra Pratama | ProGP Racing                          | Yamaha YZF-R3      | 11   | +13.025   | 11º     |       |
| 18º  | 9  | Emiliano Ercolani     | Yamaha Motoxracing                    | Yamaha YZF-R3      | 11   | +13.238   | 9º      |       |
| 19º  | 79 | Tomas Alonso          | Pons Motorsport Italiaka Racing       | Kawasaki Ninja 400 | 11   | +14.927   | 24º     |       |
| 20º  | 55 | Unai Calatayud        | Arco Motor University                 | Yamaha YZF-R3      | 11   | +20.566   | 15º     |       |
| 21º  | 23 | Samuel Di Sora        | Arco Motor University                 | Yamaha YZF-R3      | 11   | +22.742   | 23º     |       |
| 22º  | 66 | Phillip Tonn          | Freudenberg KTM-Paligo Racing         | KTM RC 390 R       | 11   | +23.811   | 20º     |       |
| 23º  | 17 | Ruben Bijman          | Flembbo-PL Performances               | Kawasaki Ninja 400 | 11   | +23.980   | 28º     |       |
| 24º  | 85 | Kevin Sabatucci       | Flembbo-PL Performances               | Kawasaki Ninja 400 | 11   | +24.262   | 27º     |       |
| 25º  | 41 | Raffaele Tragni       | AG Motorsport Italia Yamaha           | Yamaha YZF-R3      | 11   | +24.279   | 26º     |       |
| 26º  | 71 | Iván Hernández        | Deza-Box 77 Racing                    | Kawasaki Ninja 400 | 11   | +24.329   | 31º     |       |
| 27º  | 80 | Gustavo Manso         | Yamaha MS Racing/AD78 Latin America   | Yamaha YZF-R3      | 11   | +24.718   | 18º     |       |
| 28º  | 29 | Giacomo Zannini       | ProDina Kawasaki Racing               | Kawasaki Ninja 400 | 11   | +24.725   | 29º     |       |
| 29º  | 11 | Filip Novotny         | Accolade Smrž Racing BGR              | Kawasaki Ninja 400 | 11   | +25.057   | 33º     |       |
| 30º  | 25 | Mattia Martella       | Kawasaki GP Project                   | Kawasaki Ninja 400 | 11   | +27.565   | 30º     |       |
| 30º  | 27 | Christopher Clark     | Accolade Smrž Racing BGR              | Kawasaki Ninja 400 | 11   | +46.060   | 32º     |       |

### Ritirati
| Nº | Pilota         | Squadra                               | Motocicletta       | Giri | Griglia |
| -- | -------------- | ------------------------------------- | ------------------ | ---- | ------- |
| 38 | David Salvador | MS Racing                             | Yamaha YZF-R3      | 10   | 14º     |
| 58 | Iñigo Iglesias | Fusport-RT Motorsport by SKM-Kawasaki | Kawasaki Ninja 400 | 2    | 5º      |

## WCR gara 1

### Arrivate al traguardo
| Pos. | Nº | Pilota             | Squadra                        | Giri | Tempo     | Griglia | Punti |
| ---- | -- | ------------------ | ------------------------------ | ---- | --------- | ------- | ----- |
| 1º   | 6  | María Herrera      | Klint Forward Factory Team     | 11   | 20'59.835 | 1º      | 25    |
| 2º   | 64 | Sara Sanchez       | 511 Terra&Vita Racing Team     | 11   | +0.060    | 3º      | 20    |
| 3º   | 22 | Ana Carrasco       | Evan Bros Racing Yamaha Team   | 11   | +2.253    | 2º      | 16    |
| 4º   | 36 | Beatriz Neila      | Ampito / Pata Prometeon Yamaha | 11   | +2.262    | 4º      | 13    |
| 5º   | 46 | Pakita Ruiz        | PS Racing Team 46+1            | 11   | +26.707   | 10º     | 11    |
| 6º   | 96 | Roberta Ponziani   | Yamaha Motoxracing WCR Team    | 11   | +26.919   | 5º      | 10    |
| 7º   | 52 | Jessica Howden     | Team Trasimeno                 | 11   | +27.151   | 8º      | 9     |
| 8º   | 8  | Tayla Relph        | TAYCO Motorsport               | 11   | +30.527   | 9º      | 8     |
| 9º   | 21 | Nicole Van Aswegen | Andalaf Racing                 | 11   | +50.923   | 11º     | 7     |
| 10º  | 83 | Astrid Madrigal    | ITALIKA Racing FIMLA           | 11   | +50.939   | 7º      | 6     |
| 11º  | 77 | Andrea Sibaja      | Deza - Box 77 Racing Team      | 11   | +51.105   | 17º     | 5     |
| 12º  | 33 | Chun Mei Lui       | WT Racing Team Taiwan          | 11   | +51.678   | 13º     | 4     |
| 13º  | 28 | Ornella Ongaro     | Yamaha Motoxracing WCR Team    | 11   | +54.677   | 21º     | 3     |
| 14º  | 19 | Adela Ourednickova | DaftMotoracing by Smrž         | 11   | +54.724   | 12º     | 2     |
| 15º  | 10 | Ran Yochai         | 511 Terra&Vita Racing Team     | 11   | +54.946   | 20º     | 1     |
| 16º  | 16 | Lucy Michel        | TSL-Racing                     | 11   | +1'02.591 | 22º     |       |
| 17º  | 44 | Luna Hirano        | Team Luna                      | 11   | +1'04.883 | 23º     |       |
| 18º  | 15 | Sara Varon         | ITALIKA Racing FIMLA           | 11   | +50.939   | 19º     |       |

### Ritirate
| Nº | Pilota              | Squadra                        | Giri | Griglia |
| -- | ------------------- | ------------------------------ | ---- | ------- |
| 53 | Iryna Nadieieva     | MPS-RT                         | 10   | 16º     |
| 14 | Mallory Dobbs       | Sekhmet Motorcycle Racing Team | 7    | 15º     |
| 4  | Emily Bondi         | YART Zelos Black Knights       | 7    | 18º     |
| 35 | Lena Kemmer         | Bertl K. Racing Team           | 4    | 6º      |
| 76 | Jamie Hanks-Elliott | Sekhmet Motorcycle Racing Team | 1    | 14º     |

## WCR gara 2
Gara due del campionato femminile è stata interrotta a pochi istanti dalla partenza a causa di un incidente in curva 3 che ha coinvolto Nicole van Aswegen e Tayla Relph. La gara si è poi disputata sulla lunghezza di sette giri; la griglia di partenza è stata stilata in base alla classifica parziale al momento dell'esposizione della bandiera rossa.

### Arrivate al traguardo
| Pos. | Nº | Pilota              | Squadra                        | Giri | Tempo     | Griglia | Punti |
| ---- | -- | ------------------- | ------------------------------ | ---- | --------- | ------- | ----- |
| 1º   | 22 | Ana Carrasco        | Evan Bros Racing Yamaha Team   | 7    | 13'22.118 | 4º      | 25    |
| 2º   | 64 | Sara Sanchez        | 511 Terra&Vita Racing Team     | 7    | +0.025    | 1º      | 20    |
| 3º   | 6  | María Herrera       | Klint Forward Factory Team     | 7    | +0.120    | 4º      | 16    |
| 4º   | 36 | Beatriz Neila       | Ampito / Pata Prometeon Yamaha | 7    | +1.825    | 3º      | 13    |
| 5º   | 96 | Roberta Ponziani    | Yamaha Motoxracing WCR Team    | 7    | +15.837   | 7º      | 11    |
| 6º   | 46 | Pakita Ruiz         | PS Racing Team 46+1            | 7    | +19.082   | 5º      | 10    |
| 7º   | 83 | Astrid Madrigal     | ITALIKA Racing FIMLA           | 7    | +21.652   | 10º     | 9     |
| 8º   | 28 | Ornella Ongaro      | Yamaha Motoxracing WCR Team    | 7    | +21.881   | 21º     | 8     |
| 9º   | 14 | Mallory Dobbs       | Sekhmet Motorcycle Racing Team | 7    | +24.798   | 15º     | 7     |
| 10º  | 4  | Emily Bondi         | YART Zelos Black Knights       | 7    | +24.959   | 18º     | 6     |
| 11º  | 33 | Chun Mei Lui        | WT Racing Team Taiwan          | 7    | +25.122   | 13º     | 5     |
| 12º  | 10 | Ran Yochai          | 511 Terra&Vita Racing Team     | 7    | +25.297   | 20º     | 4     |
| 13º  | 19 | Adela Ourednickova  | DaftMotoracing by Smrž         | 7    | +25.666   | 12º     | 3     |
| 14º  | 35 | Lena Kemmer         | Bertl K. Racing Team           | 7    | +25.945   | 9º      | 2     |
| 15º  | 16 | Lucy Michel         | TSL-Racing                     | 7    | +26.368   | 22º     | 1     |
| 16º  | 77 | Andrea Sibaja       | Deza - Box 77 Racing Team      | 7    | +26.478   | 17º     |       |
| 17º  | 76 | Jamie Hanks-Elliott | Sekhmet Motorcycle Racing Team | 7    | +32.245   | 14º     |       |
| 18º  | 44 | Luna Hirano         | Team Luna                      | 7    | +36.088   | 23º     |       |
| 19º  | 53 | Iryna Nadieieva     | MPS-RT                         | 7    | +36.098   | 16º     |       |
| 20º  | 15 | Sara Varon          | ITALIKA Racing FIMLA           | 7    | +54.880   | 19º     |       |

### Ritirate
| Nº | Pilota             | Squadra          | Giri | Griglia |
| -- | ------------------ | ---------------- | ---- | ------- |
| 52 | Jessica Howden     | Team Trasimeno   | 0    | 6º      |
| 21 | Nicole Van Aswegen | Andalaf Racing   | 0    | 11º     |
| 8  | Tayla Relph        | TAYCO Motorsport | 0    | 8º      |